# Майкъл Фокс
За актьора от филмите „Завръщане в бъдещето“ и „Семейни връзки“ вижте Майкъл Джей Фокс.
Майкъл Фокс (на английски: Michael Fox) е американски актьор, изпълнител предимно на характерни образи в телевизионни филми.

## Биография
Роден е на 27 февруари 1921 г. в Йонкърс, щат Ню Йорк. Починал на 1 юни 1996 г. в Удланд Хилс, Лос Анджелис, Калифорния.

## Известни роли
- Следовател по смъртни случаи в съдебната драма „Пери Мейсън“.
- Саул Фейнбърг, в сапунката на CBS „Дързост и красота“ (1987-1996 г.)
- Водач на криминална банда, която се опитва да премахне главните положителни герои в предпоследния епизод на сериала „Приключенията на Супермен“

## Любопитно
- Съвпадението на имената с Майкъл Фокс е причината актьорът Майкъл Джей Фокс да прибави среден инициал към името си, когато се записва в Американската гилдия на актьорите.